# Paysandú
Paysandú es una de las ciudades más importantes del Uruguay. Es la capital del departamento homónimo. Está ubicada sobre la margen este del río Uruguay, dista 378 km de la capital del país, Montevideo, y es fronteriza con la ciudad argentina de Colón de la provincia de Entre Ríos, con la cual se conecta directamente a través del puente internacional «General Artigas».
Paysandú tiene una importante riqueza cultural, arquitectónica, histórica y turística.

## Historia

### Fundación
Posee una rica historia ya que el poblado que le da origen data de los inicios de la colonización española. 
Su etimología es incierta, algunas fuentes argumentan que es de origen guaraní, se ha propuesto la existencia de un sacerdote (pa’i) de apellido similar, o la frasepa’i sandu" (el sacerdote escucha). Según muy antiguos documentos se designaba a los indios guaraníes con el nombre de Chanduls o Chandus, y de ahí podría derivar en Paso de Chandú o Sandú, Paso Sandú a pa- i- sandú. También han aparecido varias leyendas como la existencia de un Padre Sandú del que no existe ningún rastro de su existencia. Tanto estas como las restantes carecen de evidencia histórica.
Diversas fuentes atribuyen la fundación de Paysandú a un religioso jesuita llamado Policarpo Sandú, de origen vasco, supuestamente nacido en Idiazábal. Este religioso habría fundado una reducción con doce familias aborígenes procedentes de las Misiones jesuíticas en el año 1772, prácticamente en el lugar en que desarrolló la actual ciudad.
Pero esta tradición ha sido cuestionada: en 1919, P. Baldomero Vidal inició una investigación en los diversos archivos eclesiásticos que no encontró rastros de la existencia, que había sido siempre presumida y no probada, del "P. Sandú". En los años siguientes, en cambio, encontró menciones del nombre de Paysandú en documentos más antiguos que 1772:
1. Un trabajo del P. Carlos Leonhardt S.J. en 1927 que reproducía palabras del P. Bernardo Nusdorffer S.J. (sacerdote de las misiones Orientales, nacido el 17 de agosto de 1686 en la ciudad de Plattling, Baviera), donde se da cuenta de haberse reunido los españoles “en el paraje de una isla del Uruguay, llamada Y Paúçandó”. Descomponiendo la palabra "Y" (río); "paú" (isla); "çandó" (no continuado, interpolado), Leonhardt la tradujo por "isla interpolada en el río".[7][aclaración requerida]
2. Un mapa dibujado en 1749 por el sacerdote jesuita misionero José Quiroga Méndez, que actualmente se conserva en el Museo del Colegio de Nuestra Señora del Rosario, en el que el nombre Paisandú aparece en el mismo lugar que ocupa hoy la ciudad, próximo al grado 32 de latitud.
3. Una representación hecha por las Compañías de Corrientes al Maestre de Campo José de Andonaegui, en agosto de 1754, donde es mencionado el "paso de Paisandú".

El poblado se transformó en un asentamiento con puerto y saladero para fabricar tasajo y acopiar cueros. En 1805 se crea la Parroquia de Paysandú, lo que significa de hecho el conocimiento de la villa. En 1810 se le encarga a Benito Chain la planificación y el delineamiento del Pueblo de Paysandú.
En 1811 Artigas llegó a Paysandú cruzando el río, proveniente del Arroyo de la China (Concepción del Uruguay), enviado por Buenos Aires para liderar la Revolución Oriental.

### Cuartel general de Artigas
En el año 1815 en un rancho de barro lindero a la iglesia vieja, el cura Dámaso Larrañaga  entrevistó a José Artigas, como puede leerse en su diario de viaje De Montevideo a Paysandú.
 “un pueblo de indios, con 25 vecinos”... “aunque es un pueblo tan infeliz, tiene el honor de ser interinamente la Capital de los Orientales… por hallarse en ella su Jefe y toda la plana mayor con los Diputados de los demás pueblos”. Larrañaga.

### Defensa de Paysandú
Fue sitiada por los portugueses y brasileños en tres oportunidades y es famosa por la heroica defensa que hicieron sus habitantes en 1864, bajo el mando del general nacional Leandro Gómez, al hacer frente al sitio de las tropas del general colorado Venancio Flores y sus aliados brasileños.[cita requerida]
La resistencia y el valor que presentaron los sitiados frente a los invasores, a pesar de la disparidad de fuerzas, le mereció el apodo de «Heroica Paysandú» o la «Heroica», apodo que tiene su origen en estrofas del payador argentino Gabino Ezeiza (1889):
«Heroico Paysandú, yo te saludo
hermano de la patria en que nací
tus versos y tus glorias encendentes
se cantan en mi tierra como aquí.
Los bardos que tenemos en el Plata,
que están en el Olimpo en su canción,
dedican a este pueblo de valientes
su más grande y sublime inspiración,
dedican a este pueblo de valientes
su más grande y sublime inspiración.»
Esta gesta es registrada, entre otras, por la novela histórica de Mario Delgado Aparaín No Robarás las Botas de los Muertos.
Son de destacar las investigaciones históricas sobre los orígenes de Paysandú, de parte de historiadores como Setembrino Pereda, Baldomero Vidal, Miguel Ángel Pías y Augusto Schulkin. Uno de los ensayos históricos que se han escrito es el titulado Paysandú en escorzo histórico, de Aníbal Barrios Pintos.[cita requerida]

### Desarrollo posterior
Paysandú creció para convertirse en una de las principales ciudades del interior.  
Se ha construido en la ciudad "La torre de la Defensa" el edificio más alto del interior y el sexto más alto del país con una superficie de 9.856 m².
La histórica plaza Constitución recibió un tratamiento ornamental distinguido, con diseños a cargo del paisajista francés Carlos Racine. Más adelante, en esta plaza se construiría el mausoleo al general Leandro Gómez.

## Población

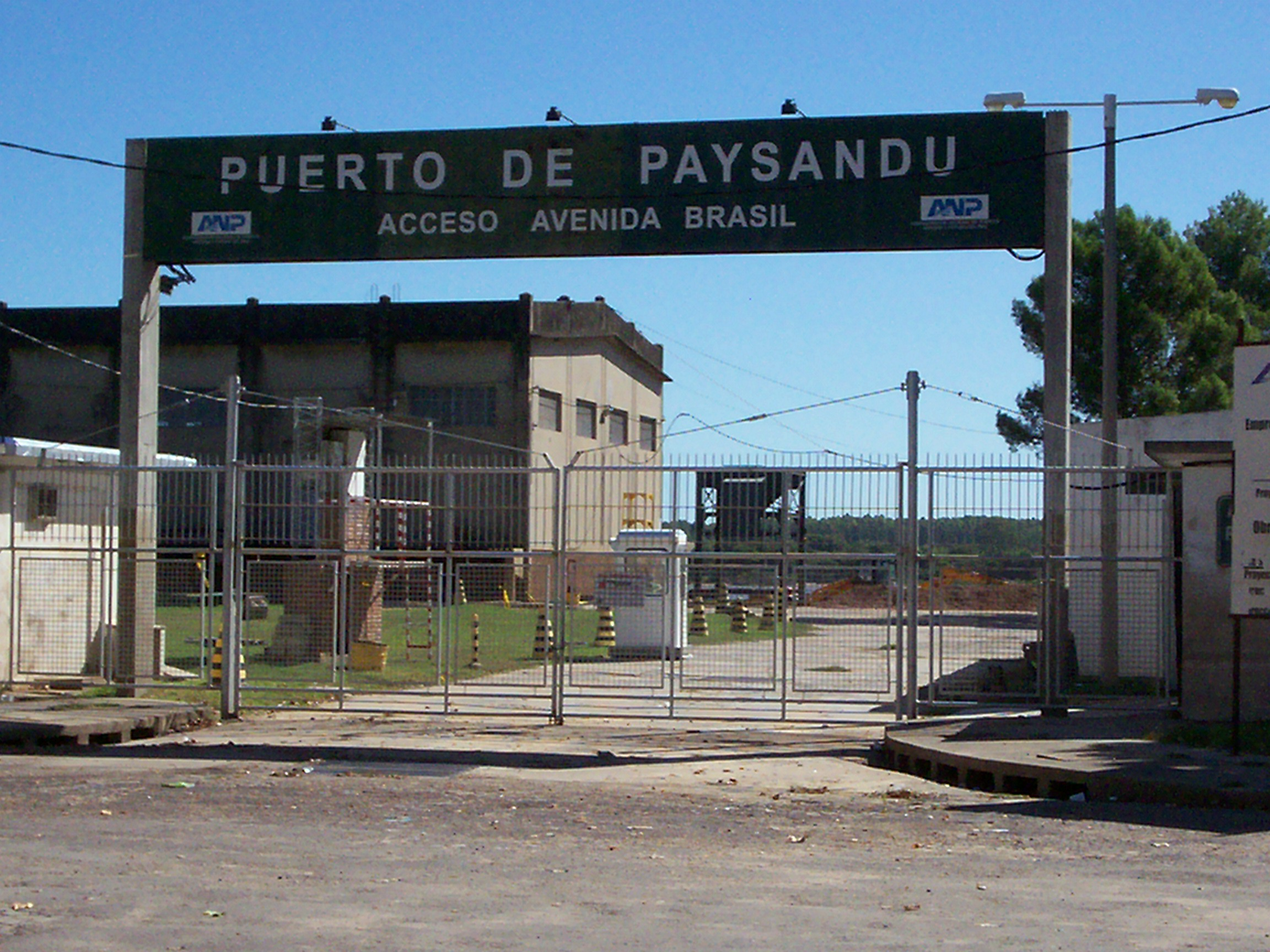
Puerto de Paysandú.

Según el censo del año 2023 la ciudad cuenta con una población de 81 550 habitantes. Si a esta cantidad se le suma la población aglomerada (localidades de Chacras de Paysandú, Nuevo Paysandú y San Félix), el total asciende a 99 216 habitantes.
| 20 953        | 51 645 | 62 199 | 68 466 | 74 568 | 73 292 | 76 429 | 81 550 |
| (Fuente: INE) |        |        |        |        |        |        |        |

.

## Economía
Es una ciudad industrial y comercial lo que le imprime una intensa actividad en términos relativos al país siendo esta una de las tres ciudades más desarrolladas después de Montevideo y Maldonado en todo el Uruguay, los niveles de pobreza no superan el 1.6% de su población respectiva y tiene la tasa más baja de criminalidad y violencia en todo el país[cita requerida]. Se destacan dentro de su producción tejidos de lana, cueros (Paycueros y Cholitas SRL), cerveza (Norteña y Bimba Bruder), cemento Pórtland (ANCAP) y citrus (Azucitrus)

## Servicios

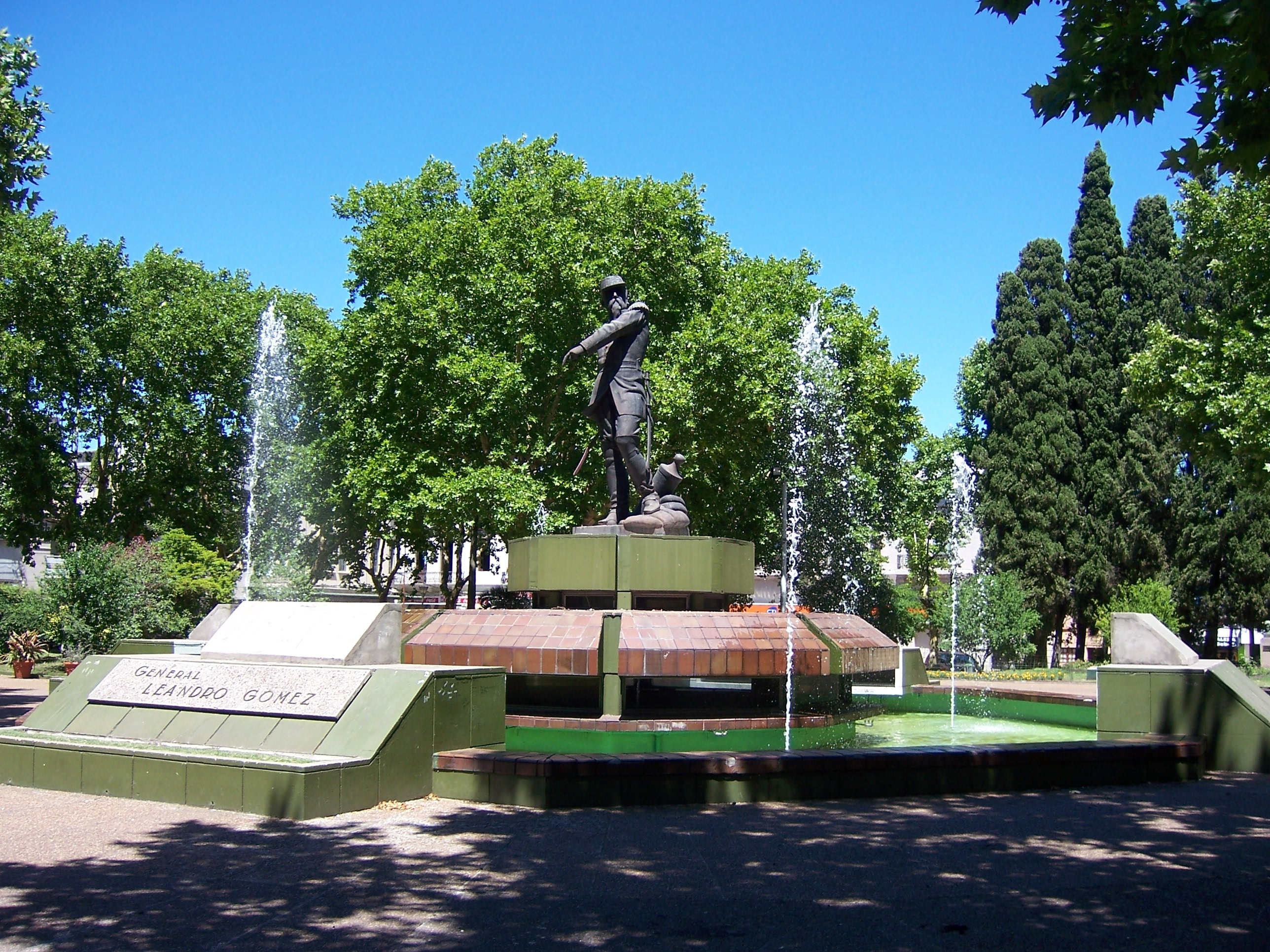
Monumento al General Leandro Gómez, ubicado en la plaza Constitución de Paysandú.

### Educación

#### Nivel Secundario
A nivel público, funcionan en la ciudad 9 liceos estatales y 6 privados, que abarcan los diferentes ciclos de educación secundaria. El más antiguo de ellos es el liceo N.º 1 Q.F. Élida Heinzen fundado en 1912.

#### Nivel Terciario
En la ciudad funciona desde 1969 el Centro Universitario de Paysandú (CUP), que en sus comienzos 
funcionó como Casa de la Universidad creada por iniciativa de egresados locales y docentes de la Estación Experimental “Mario A. Cassinoni” (EEMAC). En 1979 comenzó a funcionar la Escuela de Tecnología Médica brindando cursos terciarios. Desde entonces se han sumado nuevas carreras en diferentes áreas. El centro universitario depende de la Universidad de la República.Se encuentra en construcción el campus universitario de Paysandú.

### Salud
La ciudad cuenta con el hospital público, 《Hospital Escuela del Litoral Galán y Rocha》, dependiente del MSP, así como con un sanatorio perteneciente a la Corporación Médica de Paysandú, COMEPA.

## Transporte

### Transporte local
El transporte público local es brindado por la empresa COPAY, el mismo conecta los diferentes barrios de la ciudad y las localidades más próximas. Las líneas locales son:
- Línea 101: Barrio Obrero-Aduana
- Línea 102: Bella Vista-Independencia y Chaín
- Línea 103: Zona Industrial-Cementerio
- Línea 104: Nuevo Paysandú-IC 23
- Línea 105: Terminal-Casa Blanca
- Línea 106: Agronomía-Aduana
- Línea 107 Especial: Barrio Santa Elena-Hospital
- Línea 108: Mevir Paysandú-Centro
- Línea 109: Barrio Chaplin-Av. Soriano
- Línea 110: Barrio Norte-Centro
- Línea 111: Constancia-Centro

### Servicios de ómnibus de media y larga distancia

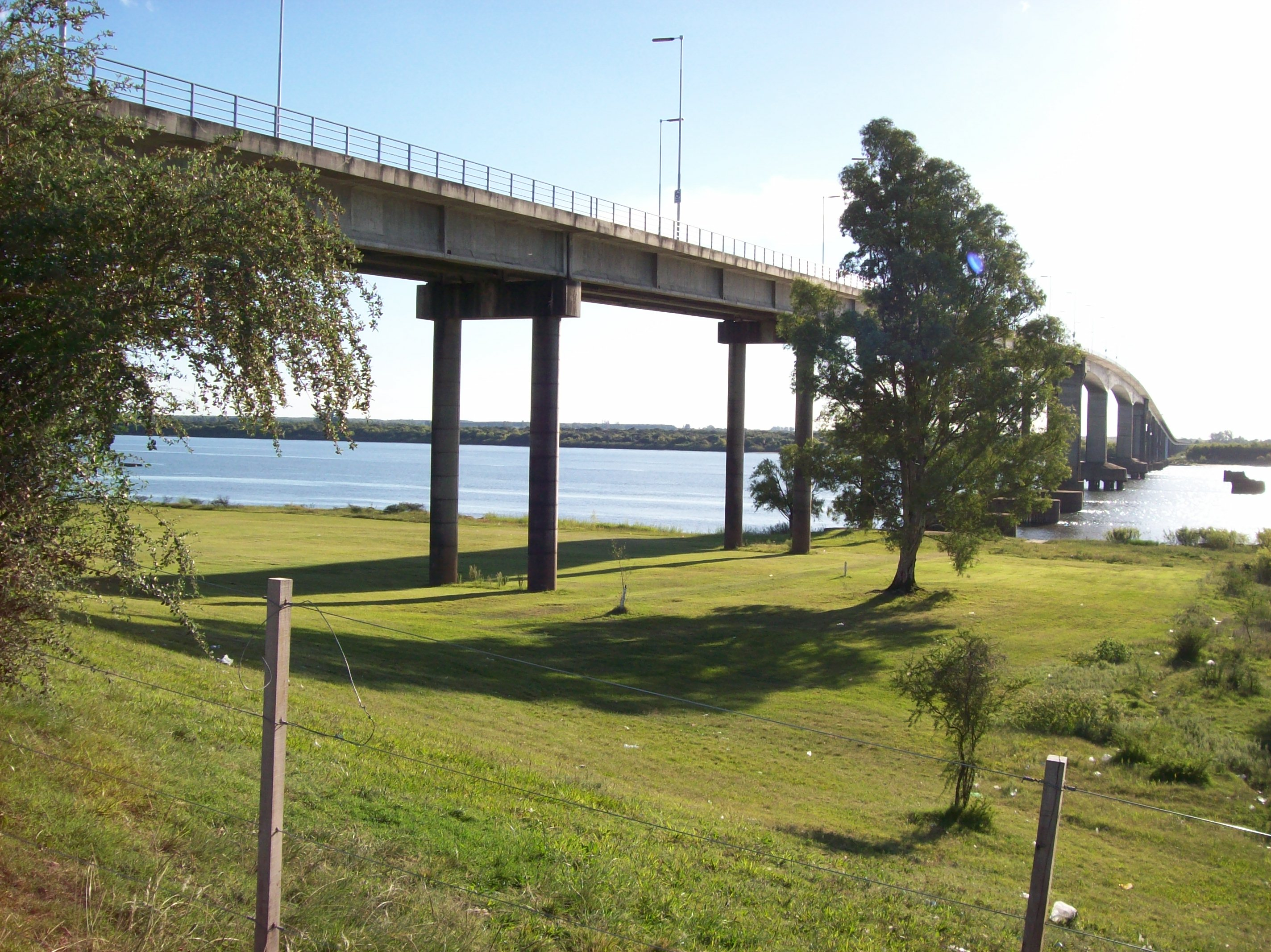
Puente General Artigas, ubicado al norte de la ciudad.

La ciudad cuenta con una terminal de ómnibus inaugurada en octubre de 2016 y ubicada en bulevar Artigas 770, desde la que parten y arriban servicios departamentales, nacionales e internacionales. 
- Ruta 3: sirve de conexión con el sur del país (Young, Trinidad, San José y Montevideo), así como con la zona norte del mismo (Lorenzo Geyres, Quebracho, Termas del Guaviyú, Salto y Bella Unión). Esta carretera sirve además de conexión con la carretera al puente internacional General Artigas que atraviesa el río Uruguay y conecta con la República Argentina.
- Puente General Artigas, ubicado al norte de la ciudad. Ruta 90: une a la ciudad de Paysandú con las localidades de Esperanza, Estación Porvenir, Piedras Coloradas, Orgoroso y Guichón.
- Ruta 26: si bien esta carretera no nace en la ciudad, tiene su extremo oeste unos 25 km al norte de la ciudad, por la ruta 3. Esta carretera sirve de conexión con las ciudades de Tacuarembó y Melo.

### Transporte aéreo
Al sur de la ciudad se encuentra localizado el Aeropuerto Internacional Tydeo Larre Borges, en el cual opera servicios de taxi aéreo, fumigadores y mantenimiento liviano.

## Arquitectura

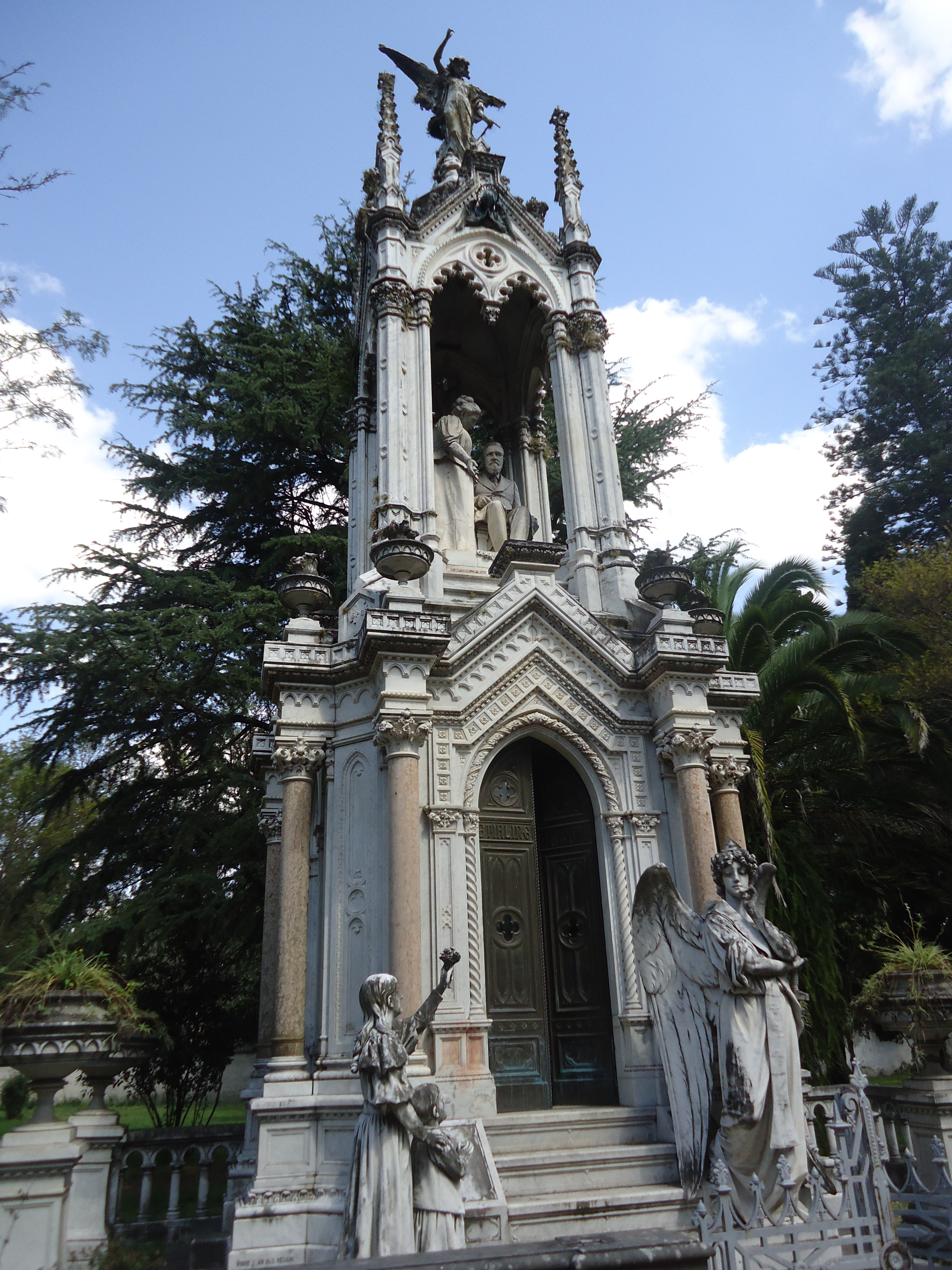
Una de las tumbas en el Cementerio Viejo.

La ciudad de Paysandú guarda una importante riqueza arquitectónica, con influencias de diversos movimientos arquitectónicos a lo largo de su historia. Desde mediados del siglo XIX, el centro poblado de Paysandú incorporó nuevos elementos arquitectónicos a su paisaje urbano, influenciado por los diversos cauces migratorios, en particular, de inmigrantes procedentes de Europa occidental. En este contexto, la urbe experimenta una primera gran influencia de la arquitectura italianizante con obras de inspiración neoclásica con ejemplos como la iglesia de Nuestra Señora del Rosario y San Benito de Palermo, la Jefatura de Policía, la casa Sorondo, el templo de la logia fe de Colón (actual Casa de Cultura), el círculo napolitano, la Sociedad Italiana Unione e Benevolenza, entre otros. 
A principios del siglo XX, la ciudad recibió nuevas influencias arquitectónicas, con la presencia de las vanguardias como el art noveau. Ejemplos de estas expresiones incluyen el Hospital Asilo Luis Galán y Rocha de 1915, o el edificio de París-Londres del arquitecto Mario Palanti de 1927; y con el estilo beaux arts o eclecticismo francés,  el Palacio Rizzo de 1914, realizado por el arquitecto Segundo Civelli. 
En segunda mitad del siglo XX, con el auge del modelo económico de industrialización por sustitución de importaciones, aparecen expresiones del art déco, como el Cine Astor del arquitecto Óscar Garrasino de 1942, el edificio costero con reminiscencias náuticas en el Balneario Municipal del mismo autor en 1945, o el Mercado municipal del arquitecto Héctor Rampa, entre otros.      

### Monumento a Perpetuidad o Cementerio Viejo
El monumento a Perpetuidad, también conocido como Cementerio Viejo, se encuentra al sur de la ciudad de Paysandú, en la calle Montecaseros, entre Gral. Artigas y avenida Soriano, a pocas cuadras del centro de dicha ciudad. En este cementerio se conservan los restos mortales de muchas víctimas de la defensa de Paysandú. Su utilización para prácticas funerarias se inicia en 1835, para sustituir al antiguo cementerio existente junto a la iglesia vieja. El 29 de enero de 2004 fue declarado Monumento Histórico Nacional.
Guarda valiosas obras representativas del arte funerario del siglo XIX: esculturas, panteones y mausoleos en los que predomina el mármol de Carrara, el granito rosado y gris y el bronce. La mayoría de las obras pertenecen a escultores italianos como Giovanni del Vecchio, Juan Azzarini y José Livi. Dos de los monumentos más destacados están dedicados a los Revolucionarios de 1886 en Quebracho y a los Servidores de la Patria (también conocido como monumento al Soldado Desconocido). La mayoría de los sepultados fueron miembros de los sectores más pudientes e influyentes de la sociedad sanducera del siglo XIX, como militares, políticos, hacendados, comerciantes y sus familias. Entre los panteones más importantes están los de Manuel Stirling y su esposa Nicolasa Argois, Luis Galán y Rocha (encargado de la construcción del cementerio), el doctor Manuel Adolfo Olaechea y el médico y filántropo Vicente Mongrell. Hay también obras en mármol del artista Eugenio Perezutti, del escultor Morelli y del escultor Francisco Palermo.

### Jefatura de Policía
Ubicado en calle Leandro Gómez y Montevideo. En esta esquina se eleva un monumento construido en 1860 por Francisco Poncini, por iniciativa del coronel Basilio Pinilla en su momento jefe político de Paysandú. Este edificio fue uno de los baluartes de la Defensa 1864-1865 y estuvo a cargo del jefe político que falleciera allí mismo, el capitán Pedro Rivero. Pueden verse en lo alto de su frente las alegorías de la Justicia y la Fortaleza, ambas realizadas en mármol por el escultor italiano José Livi. Yacentes, también sobre el frontis y a ambos lados del escudo nacional se encuentran las alegorías de la Vigilancia y la de la Ley.

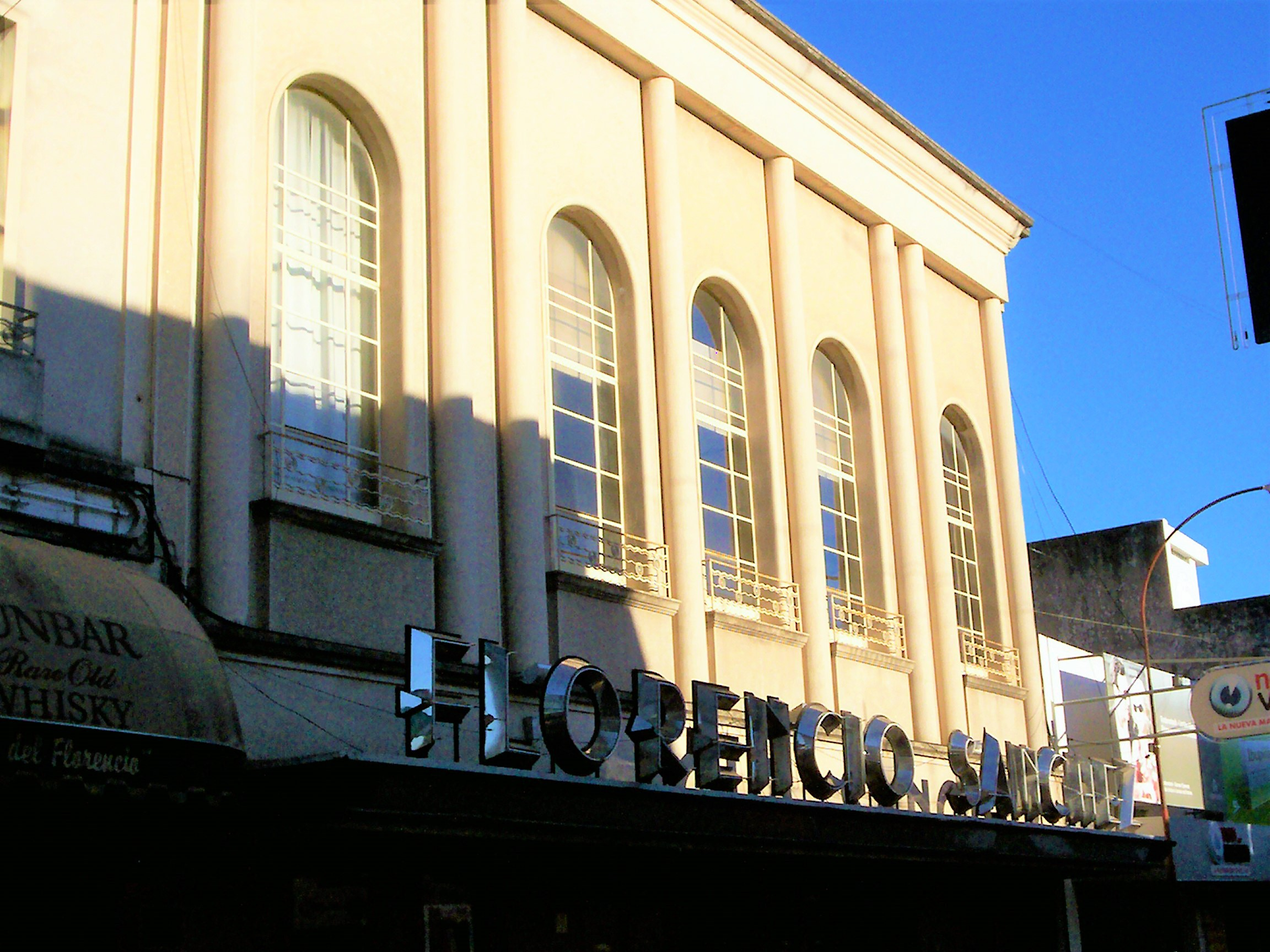
Teatro Florencio Sánchez.

### Teatro Florencio Sánchez

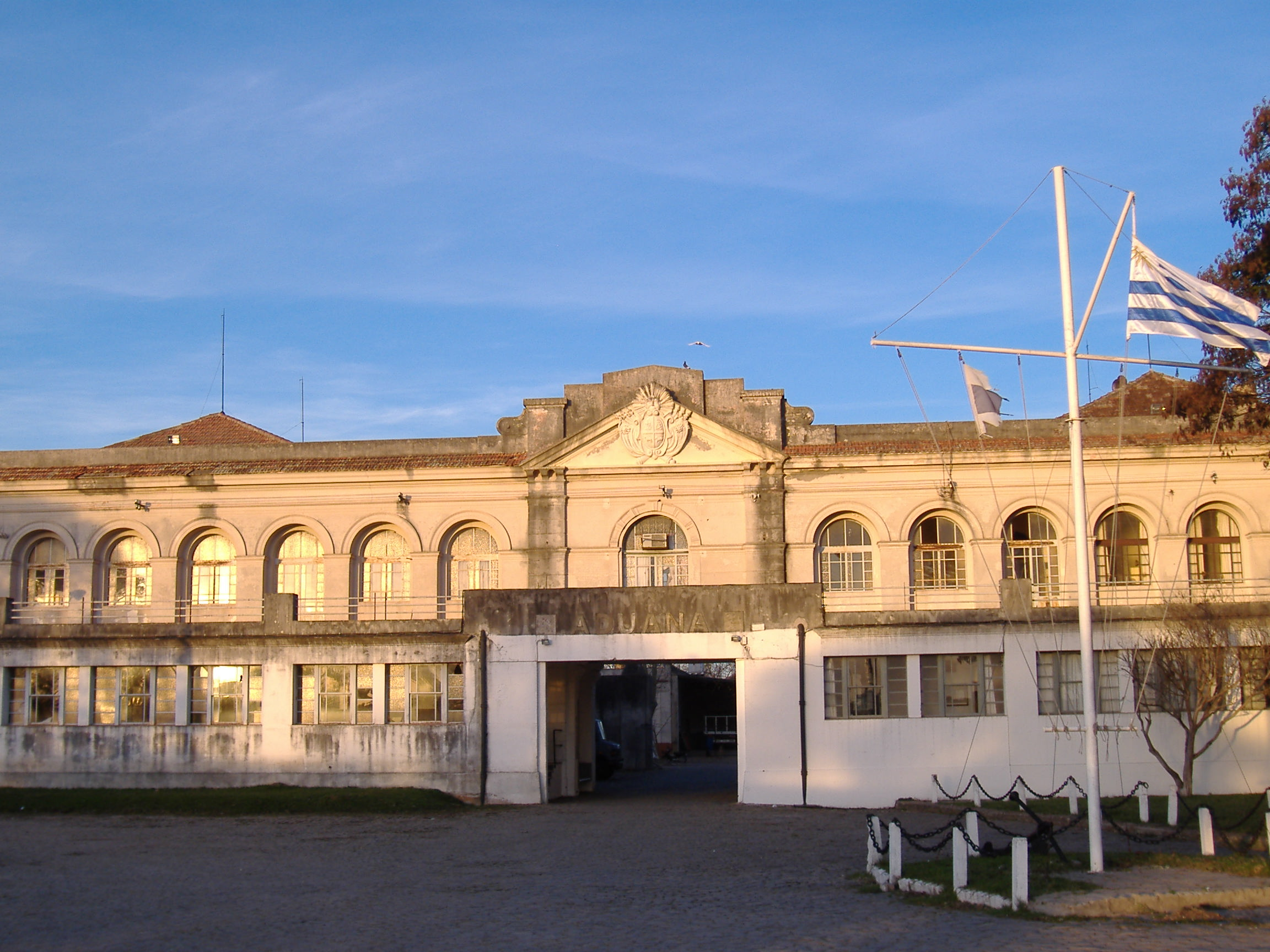
Edificio de la Administración de Aduanas de Paysandú.

### Edificio de Aduana
El Puerto de Paysandú, uno de los primeros construidos en el país, está declarado Puerto Nacional desde el 11 de junio de 1829. Anteriormente el puerto en la zona, fue el que existió en Casa Blanca y que más tarde funciona en el saladero Sacra, instalándose definitivamente en la ubicación actual. El primario edificio construido, sirvió de asiento al que levantara en el año 1865 y que es ocupado por la Prefectura de Puerto y la Dirección de Aduanas. El 8 de septiembre de 1915, con la presencia del presidente de la República Feliciano Viera, se colocó la piedra fundamental del puerto y posteriormente en 1928 se realizaron obras de ampliación.

## Turismo

### Festividades
Paysandú es una ciudad rica en expresiones culturales vinculadas a diferentes intereses o aspectos de la comunidad y que reflejan la diversidad de tradiciones.

#### Semana de la Cerveza
Todos los años, durante la Semana Santa ( en Uruguay, llamada Semana de Turismo), se lleva a cabo en la ciudad la Semana de la Cerveza de Paysandú. Este evento tiene sus orígenes en el año 1966, cuando, con el apoyo del entonces intendente Oscar Garrasino, la marca local de cerveza Norteña realizó en la ciudad la primera edición de la Fiesta de la Cerveza de Paysandú, que tenía como principal escenario a la plaza Constitución. En esa ocasión tuvo la visita de Alfredo Zitarrosa.
En la década del 70, la festividad trasladó su escenario a la plaza Artigas y a ella se le agregó la feria de exposición y ventas.
En 1997, la fiesta ya tenía su reconocimiento a nivel internacional, cuando se inauguró el Anfiteatro del Río Uruguay, desde entonces se concentra allí toda la actividad artística relacionada con esta fiesta local.
Todos los años este evento tiene como protagonistas a numerosos artistas, nacionales e internacionales, y atrae un importante número de visitantes, lo que genera importantes ingresos y divisas para la ciudad.

#### Festejos de Paysandú ciudad
Anualmente, el 8 de junio, se celebra el aniversario de la declaración de Paysandú como ciudad. Estos festejos tienen una duración de cuatro jornadas y durante los mismos se desarrollan desfiles gauchescos, espectáculos culturales y deportivos.

#### Paysandú Flor de ciudad
Durante un fin de semana del mes de octubre, la plaza Constitución de la ciudad de Paysandú congrega a los viveros del departamento, a idóneos y especialistas en temas de jardinería, flores y plantas con fines expositivos y de comercialización. Este evento, que se realiza desde el año 2009, nuclea la oferta de diferentes emprendimientos donde se pueden encontrar una gran variedad de especies aromáticas y autóctonas. Año tras año el evento crece incorporando eventos artísticos y musicales; y ofertas gastronómicas con un variado patio de comidas.

#### Semana de Aníbal Sampayo
El reconocido músico, compositor, poeta y folclorista Aníbal Sampayo, promotor de la canción litoraleña, es celebrado en la ciudad de Paysandú en el mes de agosto a través de un festival en honor a su memoria impulsado por el grupo cultural “Aníbal Sampayo”. Este festival inicia un año después del fallecimiento del músico, en el año 2008, con la realización de conciertos, charlas temáticas, conversatorios y otras intervenciones artísticas en diferentes salas y espacios culturales de la ciudad.    

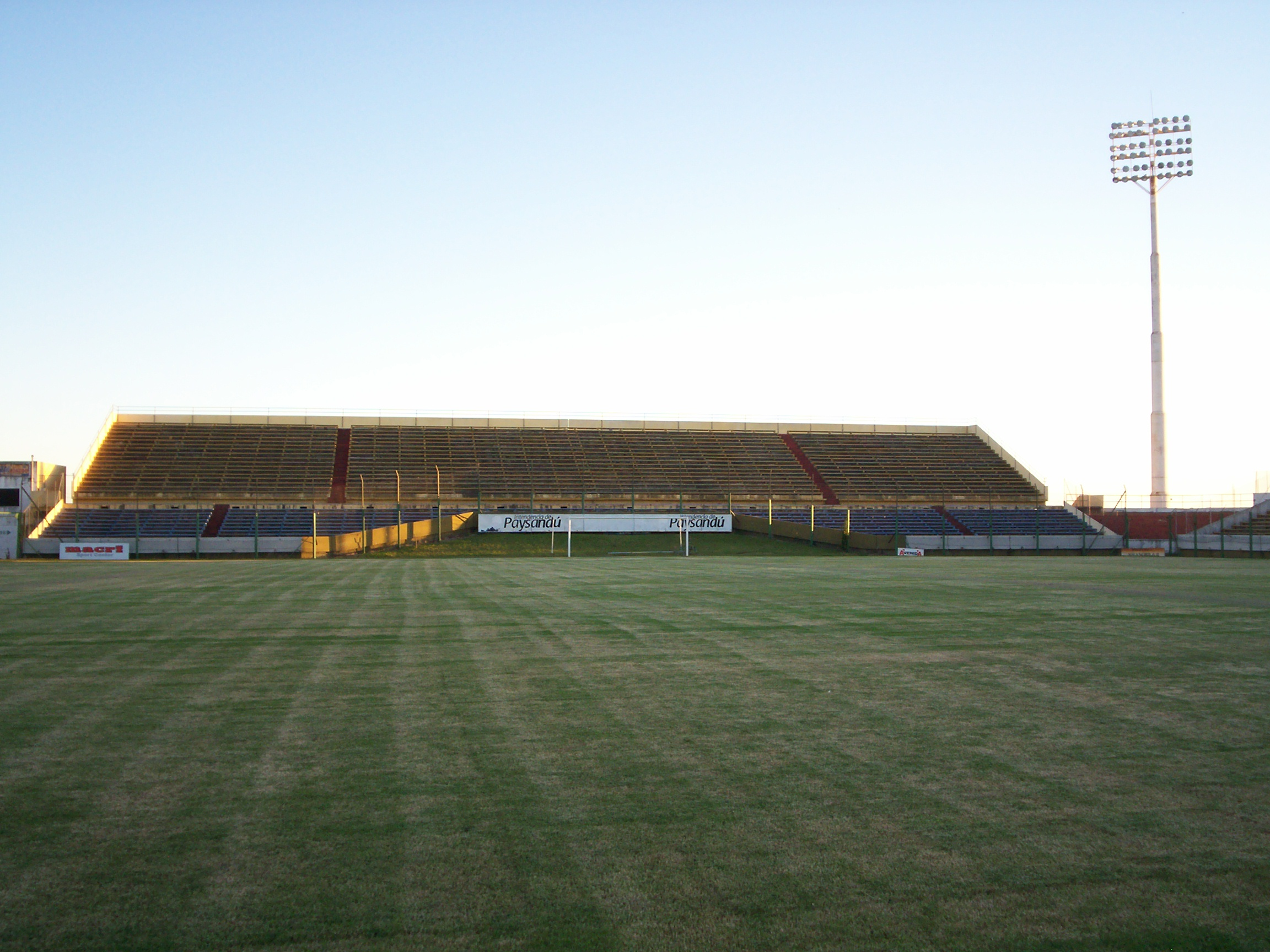
Estadio Artigas, sede de la Copa América 1995.

## Deportes

### Fútbol
Los tres clubes de fútbol de la ciudad con más trayectoria son:
- Club Atlético Litoral, fundado el 18 de mayo de 1911, decano del fútbol sanducero. Actualmente juega en la Liga Departamental de Fútbol de Paysandú del cual es Bi Campeón.

- Atlético Bella Vista, que fue fundado en 1939 y juega en la Liga Departamental de Fútbol de Paysandú. En 1999 participó de la primera división del Campeonato Uruguayo de Fútbol.
- Estudiantil Sanducero Fútbol Club, fue fundado en 1930 y su equipo juega en la Primera División de la Liga Departamental de Fútbol de Paysandú.

La ciudad alberga además al estadio Parque Artigas, el cual fue reconstruido para la Copa América de 1995 y tiene una capacidad para 20 000 personas.

### Natación y Remo
Paysandú es sede del Club Remeros Paysandu, lugar donde se forjaron los más destacados deportistas del país en remo y natación. Personas de la talla de Ana María Norbis, Carlos Scanavino y Juan Antonio Rodríguez, remero que obtuvo 2 medallas olímpicas. Es el club con más medallas olímpicas en Uruguay y la ciudad con más deportistas en el podio olímpico.

### Rugby
La ciudad es sede del Trébol Rugby Club que está asociado a la Unión de Rugby del Uruguay, y en la actualidad disputa el Campeonato Uruguayo de Rugby, del cual lograron salir campeones en la temporada 2018 y 2022.

## Clima
El clima de la ciudad de Paysandú, según la clasificación climática de Köppen, es un clima subtropical húmedo, con una temperatura media anual de 18.6 °C.
| Parámetros climáticos promedio de Paysandú (normales 1991-2020) | Parámetros climáticos promedio de Paysandú (normales 1991-2020) | Parámetros climáticos promedio de Paysandú (normales 1991-2020) | Parámetros climáticos promedio de Paysandú (normales 1991-2020) | Parámetros climáticos promedio de Paysandú (normales 1991-2020) | Parámetros climáticos promedio de Paysandú (normales 1991-2020) | Parámetros climáticos promedio de Paysandú (normales 1991-2020) | Parámetros climáticos promedio de Paysandú (normales 1991-2020) | Parámetros climáticos promedio de Paysandú (normales 1991-2020) | Parámetros climáticos promedio de Paysandú (normales 1991-2020) | Parámetros climáticos promedio de Paysandú (normales 1991-2020) | Parámetros climáticos promedio de Paysandú (normales 1991-2020) | Parámetros climáticos promedio de Paysandú (normales 1991-2020) | Parámetros climáticos promedio de Paysandú (normales 1991-2020) |
| Mes                                                             | Ene.                                                            | Feb.                                                            | Mar.                                                            | Abr.                                                            | May.                                                            | Jun.                                                            | Jul.                                                            | Ago.                                                            | Sep.                                                            | Oct.                                                            | Nov.                                                            | Dic.                                                            | Anual                                                           |
| --------------------------------------------------------------- | --------------------------------------------------------------- | --------------------------------------------------------------- | --------------------------------------------------------------- | --------------------------------------------------------------- | --------------------------------------------------------------- | --------------------------------------------------------------- | --------------------------------------------------------------- | --------------------------------------------------------------- | --------------------------------------------------------------- | --------------------------------------------------------------- | --------------------------------------------------------------- | --------------------------------------------------------------- | --------------------------------------------------------------- |
| Temp. máx. media (°C)                                           | 31.7                                                            | 30.1                                                            | 28.5                                                            | 24.6                                                            | 20.4                                                            | 17.6                                                            | 17.0                                                            | 19.6                                                            | 21.2                                                            | 24.1                                                            | 27.7                                                            | 30.2                                                            | 24.4                                                            |
| Temp. media (°C)                                                | 25.1                                                            | 23.9                                                            | 22.4                                                            | 18.9                                                            | 15.4                                                            | 12.6                                                            | 12.0                                                            | 13.9                                                            | 15.4                                                            | 18.4                                                            | 21.3                                                            | 23.7                                                            | 18.6                                                            |
| Temp. mín. media (°C)                                           | 18.5                                                            | 17.8                                                            | 16.3                                                            | 13.3                                                            | 10.4                                                            | 7.7                                                             | 7.0                                                             | 8.2                                                             | 9.7                                                             | 12.6                                                            | 14.8                                                            | 17.1                                                            | 12.8                                                            |
| Precipitación total (mm)                                        | 141                                                             | 136                                                             | 112                                                             | 154                                                             | 109                                                             | 72                                                              | 55                                                              | 75                                                              | 79                                                              | 121                                                             | 105                                                             | 132                                                             | 1291.7                                                          |
| Días de precipitaciones (≥ 1mm)                                 | 7                                                               | 7                                                               | 6                                                               | 7                                                               | 6                                                               | 5                                                               | 5                                                               | 5                                                               | 6                                                               | 8                                                               | 7                                                               | 8                                                               | 75                                                              |
| Fuente: Instituto Uruguayo de Meteorología                      |                                                                 |                                                                 |                                                                 |                                                                 |                                                                 |                                                                 |                                                                 |                                                                 |                                                                 |                                                                 |                                                                 |                                                                 |                                                                 |

## Ciudades hermanadas
- Muscatine (Estados Unidos)[27]
- Hellín (España)[28]
- Esmara (República Árabe Saharaui Democrática)[29]